# Genlisea lobata
Genlisea lobata este o specie de plante carnivore din genul Genlisea, familia Lentibulariaceae, ordinul Lamiales, descrisă de E. Fromm-trinta. Conform Catalogue of Life specia Genlisea lobata nu are subspecii cunoscute.